# Championnat de Santa Catarina de football 2008
Navigation
Édition précédente Édition suivante
Le championnat de Santa Catarina de football de 2008 fut la 83e édition du championnat de Santa Catarina de football. La victoire finale est revenue à Figueirense FC, qui remporte à cette occasion son 15e titre à ce niveau (nouveau record de victoire dans la compétition).

## Fonctionnement
Le championnat se déroule deux phases, matches aller et matchs retour. Le 1er de la phase aller gagne sa place en finale, où le rejoint le vainqueur de la phase retour. La finale se dispute en deux matches, aller et retour également. Dans l'hypothèse où la même équipe gagne les deux phases de championnat, elle est directement déclarée championne. En cas d'égalité de points après les deux matches, indépendamment de la différence de buts, les deux équipes disputent une prolongation dont le résultat détermine le champion. En cas d'égalité après la prolongation, le titre se joue aux tirs au but.
Nove times 9 de Setembro futebol clube palhoça associação atlética Ferreira do tubarão 

## Clubs
En 2008, la division principale du championnat regroupait 12 équipes :
Atlético de Ibirama (Ibirama)
- Avaí FC (Florianópolis)
- Brusque FC (Brusque)
- Chapecoense (Chapecó)
- Criciúma EC (Criciúma)
- Figueirense FC (Florianópolis)
- Guarani Palhoça (Palhoça)
- Joinville EC (Joinville) *
- GE Juventus (Jaraguá do Sul)
- CN Marcílio Dias (Itajaí)
- CA Metropoliitano (Blumenau)
- Atlético Tubarão (Tubarão)**.

* Vainqueur du championnat de division spéciale de 2007.
** Vainqueur du championnat de division d'accès de 2007 (sous le nom de Cidade Azul).

## Matches aller
| 1 | Figueirense         | 25 | 11 | 7 | 4 | 0 | 28 | 13 | +15 |
| 2 | Criciúma            | 23 | 11 | 7 | 2 | 2 | 26 | 16 | +10 |
| 3 | Avaí                | 22 | 11 | 7 | 1 | 3 | 29 | 11 | +18 |
| 4 | Metropolitano       | 21 | 11 | 6 | 3 | 2 | 24 | 19 | +5  |
| 5 | Guarani             | 15 | 11 | 4 | 3 | 4 | 13 | 19 | -6  |
| 6 | Chapecoense         | 14 | 11 | 4 | 2 | 5 | 20 | 18 | +2  |
| 7 | Marcílio Dias       | 13 | 11 | 4 | 1 | 6 | 13 | 14 | -1  |
| 8 | Atlético de Ibirama | 13 | 11 | 3 | 4 | 4 | 14 | 17 | -3  |
| 9 | Joinville           | 11 | 11 | 3 | 2 | 6 | 10 | 15 | -5  |
| 10 | Juventus            | 9  | 11 | 2 | 3 | 6 | 12 | 30 | -18 |
| 11 | Brusque             | 8  | 11 | 1 | 5 | 5 | 14 | 22 | -6  |
| 12 | Atlético Tubarão    | 6  | 11 | 0 | 6 | 5 | 22 | 31 | -9  |
| Pts - points marqués; J - matches joués; V - victoires; N - matches nuls; D - défaites; bp - buts pour; bc - buts contre; dif. - différence de buts |                     |    |    |   |   |   |    |    |     |

## Matches retour
| 1 | Criciúma            | 25 | 11 | 7 | 4 | 0 | 27 | 12 | +15 |
| 2 | Avaí                | 24 | 11 | 7 | 3 | 1 | 30 | 9  | +21 |
| 3 | Figueirense         | 21 | 11 | 7 | 0 | 4 | 30 | 18 | +12 |
| 4 | Atlético Tubarão    | 18 | 11 | 5 | 3 | 3 | 18 | 15 | +3  |
| 5 | Metropolitano       | 17 | 11 | 5 | 2 | 4 | 19 | 19 | 0   |
| 6 | Joinville           | 16 | 11 | 4 | 4 | 3 | 17 | 16 | +1  |
| 7 | Marcílio Dias       | 16 | 11 | 4 | 4 | 3 | 23 | 24 | -1  |
| 8 | Atlético de Ibirama | 12 | 11 | 3 | 3 | 5 | 16 | 19 | -3  |
| 9 | Chapecoense         | 10 | 11 | 3 | 1 | 7 | 20 | 26 | -6  |
| 10 | Juventus            | 10 | 11 | 3 | 1 | 7 | 15 | 33 | -18 |
| 11 | Brusque             | 8  | 11 | 2 | 2 | 7 | 13 | 23 | -10 |
| 12 | Guarani             | 6  | 11 | 1 | 3 | 7 | 19 | 33 | -14 |
| Pts - points marqués; J - matches joués; V - victoires; N - matches nuls; D - défaites; bp - buts pour; bc - buts contre; dif. - différence de buts |                     |    |    |   |   |   |    |    |     |

## Finale
Figueirense joua le premier match à domicile, ayant obtenu moins de points dans les deux phases cumulées. Le premier match se solda par une victoire de Figueirense par 1 à 0. Figueirense, après avoir perdu lors du temps réglementaire par 3 buts à 1 lors du match retour, gagna la prolongation par 1 à 0 et fut sacré champion.
| 27 avril 2008 | Figueirense FC | 1–0 | Criciúma EC | Stade Orlando Scarpelli (Florianópolis) |
|               | Edu Sales 8e   |     |             |                                         |

| 4 mai 2008 | Criciúma EC                                | (0) 3–1 (1) | Figueirense FC                       | Heriberto-Hülse (Criciúma) |  |
|            | Cláudio Luiz 38e Zulu 59e Cláudio Luiz 76e |             | Cleiton Xavier 21e Bruno Santos 109e |                            |  |